# وليد الفراج
وليد الفراج (15 أكتوبر 1969-) إعلامي وكاتب سعودي. مختص بالشأن الرياضي، قدم برنامج أكشن يادوري على قناة إم بي سي أكشن ويقدم حالياً برنامج أكشن مع وليد على قناة MBC action. 

## مشواره المهني
بدايته كانت في العام 1985 عمل مراسلاً ومحرراً لعدة صحف منها الرياضي اليوم غطى أحداث الغزو العراقي للكويت أثناء عمله في جريدة الحياة عام 1990 ،إنتقل بعدها للعمل في شبكة راديو وتلفزيون العرب قنوات الرياضة كمقدم برامج ومحلل رياضي وبعد إغلاقها إنتقل لتقديم برنامج «الجولة»، على قناة لاين سبورت الرياضية ثم توجه للعمل لمجموعة قنوات إم بي سي عمل بعدها في قناة sbc السعودية